# Borg (Gironda)
Borg (en francès Bourg) és un municipi francès situat al departament de la Gironda i a la regió de la Nova Aquitània. Es considera la vil·la principal del Borgès, el parçan (comarca occitana) que ocupa la part meridional (de llengua i cultura gascones) de la regió històrica més amplia del Blaiès (la part septentrional és de parla oïl - saintongesa).

## Demografia
| Evolució de la població |       |       |       |       |       |       |       |       |
| 1793                    | 1800  | 1806  | 1821  | 1831  | 1836  | 1841  | 1846  | 1851  |
| 3.200                   | 2.704 | 2.534 | 2.233 | 2.306 | 2.466 | 2.564 | 2.666 | 2.694 |

| 1856  | 1861  | 1866  | 1872  | 1876  | 1881  | 1886  | 1891  | 1896  |
| ----- | ----- | ----- | ----- | ----- | ----- | ----- | ----- | ----- |
| 2.687 | 2.781 | 2.810 | 2.735 | 2.864 | 2.771 | 2.734 | 2.780 | 2.890 |

| 1901  | 1906  | 1911  | 1921  | 1926  | 1931  | 1936  | 1946  | 1954  |
| ----- | ----- | ----- | ----- | ----- | ----- | ----- | ----- | ----- |
| 2.832 | 2.688 | 2.555 | 2.470 | 2.334 | 2.306 | 2.182 | 2.057 | 2.199 |

| 1962  | 1968  | 1975  | 1982  | 1990  | 1999  | 2006  | 2011 | 2016 |
| ----- | ----- | ----- | ----- | ----- | ----- | ----- | ---- | ---- |
| 2.518 | 2.560 | 2.318 | 2.107 | 2.158 | 2.118 | 2.198 | -    | -    |

| 2019 | - | - | - | - | - | - | - | - |
| ---- | - | - | - | - | - | - | - | - |
| -    | - | - | - | - | - | - | - | - |

## Administració
| Període   | Identitat      | Partit |
| --------- | -------------- | ------ |
| 1947-1959 | Henri Géraud   |        |
| 1959-1989 | Henri Groulier |        |
| 1989-2008 | Guy Maingot    |        |
| 2008-     | Denis Levraud  |        |

## Personatges il·lustres
- Pierre Bazzo, ciclista.